# Pedro Vallana
Pedro Vicente Saturnino Vallana Jeanguenat (Getxo, 29 novembre 1897 – Montevideo, 4 luglio 1980) è stato un calciatore, allenatore di calcio e arbitro di calcio spagnolo di origini basche, di ruolo difensore.

## Carriera

### Giocatore

#### Club
Nato ad Algorta, quartiere di Getxo, dal padre italiano e la madre svizzera, giocò per tutta la sua carriera (1912–1930) nelle file del Arenas Getxo. In quegli anni la Coppa nazionale era l'unico torneo a livello nazionale in Spagna, e Vallana, con il suo club, la vinse nel 1919; inoltre arrivò alla sua finale nel 1917, 1925 e 1927. Nella stagione 1928-1929 fu fondata la Primera División – campionato nazionale spagnolo – però Vallana, già trentunenne, ne disputò solo una partita come allenatore in campo.

#### Nazionale
Con la Nazionale spagnola partecipò a tre Olimpiadi: 1920 ad Anversa (medaglia di argento conquistata), 1924 a Parigi e 1928 ad Amsterdam. Per il periodo dal 1920 al 1928 collezionò dodici presenze con la propria Nazionale (non segnò nessuna rete).

### Allenatore
Nella stagione 1928-1929 fu nominato al posto dell'allenatore del suo nativo club. Trascorse alla panchina l'unica stagione ottenendo il 5º posto ed entrando una volta in campo.

### Arbitro
La prima partita diritta da Vallana tenne luogo ancora nella sua ultima stagione da giocatore-allenatore, il 9 giugno 1929 (Atlético-Europa 5-4). La sua autentica carriera da arbitro cominciò nel dicembre 1930 con due partite della 4ª giornata della Primera División 1930-1931. Durò fino al 1936. In tutto, Vallana ha diritto 33 gare in Primera División.

## Statistiche

### Cronologia presenze e reti in nazionale
| Cronologia completa delle presenze e delle reti in nazionale ― Spagna | Cronologia completa delle presenze e delle reti in nazionale ― Spagna | Cronologia completa delle presenze e delle reti in nazionale ― Spagna | Cronologia completa delle presenze e delle reti in nazionale ― Spagna | Cronologia completa delle presenze e delle reti in nazionale ― Spagna | Cronologia completa delle presenze e delle reti in nazionale ― Spagna | Cronologia completa delle presenze e delle reti in nazionale ― Spagna | Cronologia completa delle presenze e delle reti in nazionale ― Spagna |
| Data                                                                  | Città                                                                 | In casa                                                               | Risultato                                                             | Ospiti                                                                | Competizione                                                          | Reti                                                                  | Note                                                                  |
| --------------------------------------------------------------------- | --------------------------------------------------------------------- | --------------------------------------------------------------------- | --------------------------------------------------------------------- | --------------------------------------------------------------------- | --------------------------------------------------------------------- | --------------------------------------------------------------------- | --------------------------------------------------------------------- |
| 29-8-1920                                                             | Anversa                                                               | Belgio                                                                | 3 – 1                                                                 | Spagna                                                                | Olimpiadi 1920 - Quarti                                               | -                                                                     |                                                                       |
| 1-9-1920                                                              | Anversa                                                               | Spagna                                                                | 2 – 1                                                                 | Svezia                                                                | Olimpiadi 1920 - Consolazione 1º turno                                | -                                                                     |                                                                       |
| 2-9-1920                                                              | Anversa                                                               | Italia                                                                | 0 – 2                                                                 | Spagna                                                                | Olimpiadi 1920 - Consolazione semif.                                  | -                                                                     | Cap.                                                                  |
| 5-9-1920                                                              | Anversa                                                               | Paesi Bassi                                                           | 1 – 3                                                                 | Spagna                                                                | Olimpiadi 1920 - Finale 2º-3º posto                                   | -                                                                     | 2º posto                                                              |
| 30-4-1922                                                             | Bordeaux                                                              | Francia                                                               | 0 – 4                                                                 | Spagna                                                                | Amichevole                                                            | -                                                                     |                                                                       |
| 28-1-1923                                                             | San Sebastián                                                         | Spagna                                                                | 3 – 0                                                                 | Francia                                                               | Amichevole                                                            | -                                                                     |                                                                       |
| 4-2-1923                                                              | Anversa                                                               | Belgio                                                                | 1 – 0                                                                 | Spagna                                                                | Amichevole                                                            | -                                                                     |                                                                       |
| 25-5-1924                                                             | Colombes                                                              | Italia                                                                | 1 – 0                                                                 | Spagna                                                                | Olimpiadi 1924 - Turno eliminatorio                                   | -                                                                     | Cap. Autorete                                                         |
| 27-9-1925                                                             | Vienna                                                                | Austria                                                               | 0 – 1                                                                 | Spagna                                                                | Amichevole                                                            | -                                                                     | Cap.                                                                  |
| 19-12-1926                                                            | Vigo                                                                  | Spagna                                                                | 4 – 2                                                                 | Ungheria                                                              | Amichevole                                                            | -                                                                     | Cap.                                                                  |
| 8-1-1928                                                              | Lisbona                                                               | Portogallo                                                            | 2 – 2                                                                 | Spagna                                                                | Amichevole                                                            | -                                                                     |                                                                       |
| 30-5-1928                                                             | Amsterdam                                                             | Spagna                                                                | 7 – 1                                                                 | Messico                                                               | Olimpiadi 1928 - Ottavi                                               | -                                                                     | Cap.                                                                  |
| Totale                                                                |                                                                       | Presenze                                                              | 12                                                                    |                                                                       | Reti                                                                  | 0                                                                     |                                                                       |

## Palmarès

### Giocatore

#### Club
- Coppa di Spagna: 1

Arenas Getxo: 1919

#### Nazionale
- Argento olimpico: 1

Anversa 1920

## Altre attività
Oltre al calcio faceva l'atletica leggera e possedeva il record della Biscaglia nei 100 metri piani.